# 캐도 (오클라호마주)

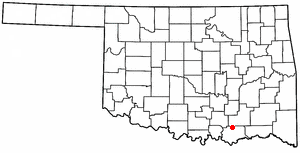

캐도(Caddo)는 미국 오클라호마주 브라이언군의 도시이다. 인구 수는 2000년 인구 조사 기준으로 944명에서 5.6 퍼센트 상승한, 2010년 기준 997명이다. 지명은 캐도어 카도하다초(ka do hada’ cho)에서 비롯된 것으로 한국어로 "진짜 수장(首長)"을 의미한다. 오클라호마 역사 및 문화 백과사전에 따르면 '캐도'라는 지명은 주변의 캐도힐스(Caddo Hills)의 이름을 따서 지어졌다.

## 인구
| 인구조사              | 인구  | Note  | %±     |
| --------------------- | ----- | ----- | ------ |
| 1900년                | 930   |       | —      |
| 1910년                | 1,143 |       | 22.9%  |
| 1920년                | 1,421 |       | 24.3%  |
| 1930년                | 933   |       | −34.3% |
| 1940년                | 954   |       | 2.3%   |
| 1950년                | 895   |       | −6.2%  |
| 1960년                | 814   |       | −9.1%  |
| 1970년                | 886   |       | 8.8%   |
| 1980년                | 923   |       | 4.2%   |
| 1990년                | 918   |       | −0.5%  |
| 2000년                | 944   |       | 2.8%   |
| 2010년                | 997   |       | 5.6%   |
| 2019 (추산)           | 1,104 | [ 4 ] | 10.7%  |
| U.S. Decennial Census |       |       |        |